# Île de la Fédération
L'Île de la Fédération (en russe : Остров Федерация, Ostrov federatsiia) est un projet d'archipel d'îles artificielles représentant la fédération de Russie en mer Noire. Le projet devait être achevé initialement en 2014, pour l'ouverture des Jeux olympiques d'hiver de Sotchi, mais il est repoussé aux années 2020. À l'image du projet de Dubaï, The World, qui représente un planisphère formé de multiples îles proches du rivage, le projet russe vise une clientèle très aisée et propose des hôtels, des résidences et des installations récréatives et culturelles.

## Conception
Le projet a été conçu par le cabinet d'architecture néerlandais d'Erick van Egeraat, spécialiste de la construction de structures artificielles en mer ; le projet a été présenté le 23 septembre 2007 à Vladimir Poutine, président russe de l’époque, et était prévu pour les Jeux olympiques d'hiver de 2014 à Sotchi, située à seulement quinze kilomètres de l’archipel, mais il est repoussé aux années 2020. Évalué à environ 6,2 milliards de dollars, le projet est issu du partenariat de M-Industries de Saint-Pétersbourg et de Witteveen, Bos et Van Oord Dredging and Marine des Pays-Bas.
L'archipel sera composé de sept îles principales, d'une douzaine d'îles privés et de trois îles servant de brise-lames. Des plages de sable, des dunes, des prairies, des forêts et de petites berges offriront tout le confort nécessaire aux futurs habitants et visiteurs.
Situé près de la ville de Sotchi, dans le kraï de Krasnodar, l'archipel sera desservi par son aéroport international et par les nombreux axes de communication construits à l'occasion des Jeux olympiques d'hiver de 2014. La région de Sotchi bénéficie d'un climat subtropical humide, avec une température estivale moyenne de 25 à 28 °C.